# Holothuria hartmeyeri
Holothuria hartmeyeri is een zeekomkommer uit de familie  Holothuriidae.
De wetenschappelijke naam van de soort werd in 1912 als Cucumaria hartmeyeri gepubliceerd door Herman Helfer. 